# Вилијам Морган
Вилијам Џорџ Морган (енгл. William George Morgan) био је професор физичког васпитања, најпознатији по проналаску одбојке, пореклом званог минтонет. Вилијам је рођен 23. јануара 1870, у Локпорту, као најстарији син Џорџа Хенрија Моргана и Ненси Четфилд. Средњу школу је завршио у Гилу. Док је посећивао колеџ у Спрингфилду, 1892, овде је упознао Џејмса Нејсмита, проналазача кошарке. Био је ожењен с Мери Кинг Колдвил, а с њом је имао четворо деце. Умро је 27. децембра 1942, такође у Локпорту, у 72 години живота. Једна основна школа у Холјоку, носи његово име.